# Hylemera aurantia
Hylemera aurantia är en fjärilsart som beskrevs av Paul Mabille 1880. Hylemera aurantia ingår i släktet Hylemera och familjen mätare. Inga underarter finns listade i Catalogue of Life.